# Bystodes flavoapicalis
Bystodes flavoapicalis là một loài bọ cánh cứng trong họ Endomychidae. Loài này được Sasaji miêu tả khoa học năm 1990.